# 汶帕
披猜王子汶帕（皇家轉寫：Phenphatthanaphong；1882年9月13日—1909年11月11日），一译媲猜玛恒他咯隆（即泰语“披猜王子”之音译），为泰国却克里王朝第五代国王拉玛五世之子。

## 生平
汶帕早年在英国学习农学，回到暹罗后担任丝绸厅长，并致力于该国的农业改革，1904年，他提出改造暹罗的农业的计划，主张立法促进农业生产，举办农业展览会，邀请日本遗传学家外山龟太郎来暹罗改良蚕桑品种，又建立农业学校（今泰国农业大学），以传播农业科学知识，培养合格的农业人才。他也因此被后世学者视为泰国第一个提出在现代农业科学基础上改良该国农产业的人物。1909年11月，汶帕因病逝世，时年27岁。